# Kathedrale von Resistencia

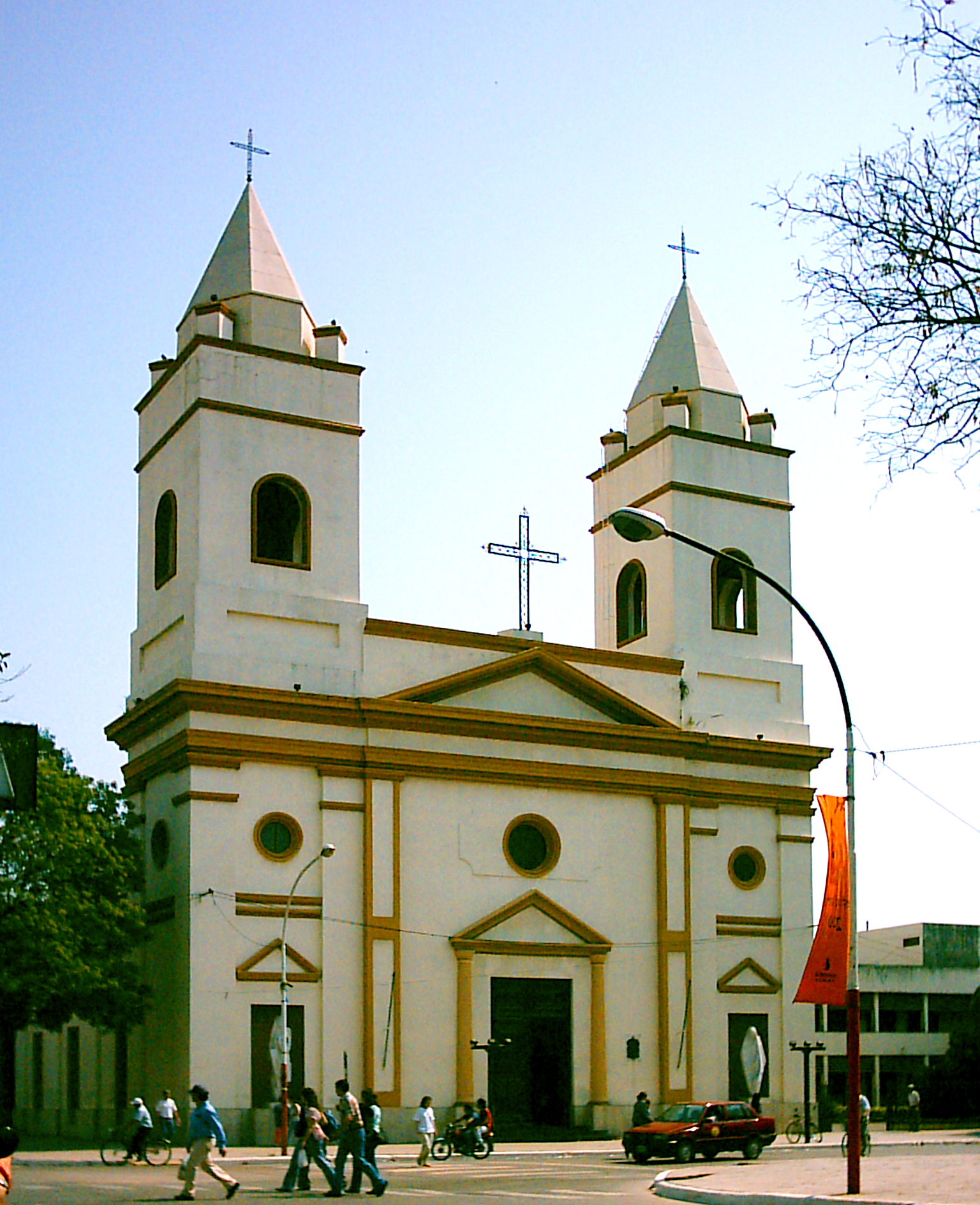
Kathedrale von Resistencia

Die römisch-katholische Kathedrale von Resistencia (spanisch Catedral de San Fernando Rey) trägt das Patrozinium des mittelalterlichen Königs Ferdinand III. von Kastilien-León († 1252), dem bedeutendsten christlichen Herrscher in der Zeit der Reconquista, und ist der Sitz des Erzbistums Resistencia in der Großstadt Resistencia in der Provinz Chaco im Nordosten Argentiniens.

## Lage
Die ca. 50 m hoch gelegene und etwa 350.000 Einwohner zählende Großstadt Resistencia liegt am Río Paraná etwa 940 km (Fahrtstrecke) nördlich der Landeshauptstadt Buenos Aires nahe der Grenze zu Brasilien. Die Kathedrale befindet sich im Stadtzentrum an der Avenida Alberdi unweit der Plaza 25 de Mayo.

## Geschichte
Die ehemalige Pfarrkirche wurde in den 1930er Jahren erbaut. Papst Pius XII. schuf im Jahr 1939 das Bistum Resistencia, welches im Jahr 1984 von Papst Johannes Paul II. zum Erzbistum erhoben wurde.

## Architektur
Die zweitürmige Fassade der Kirche kann als neoromanisch oder neoklassizistisch charakterisiert werden. Alle drei Schiffe des insgesamt schmucklosen Inneren der Kirche sind tonnengewölbt und verfügen über Apsiden. Es gibt kein Querhaus und somit auch keine Vierung.